# Cupedora tomsetti
Cupedora tomsetti é uma espécie de gastrópode da família Camaenidae.
É endémica da Austrália.